# 千葉早智子
千葉 早智子（ちば さちこ、1911年2月16日 - 1993年10月22日）は、日本の元女優。PCL（後の東宝）の主演女優第1号。映画監督の成瀬巳喜男は元夫。広島県芦品郡新市町（現在の同県福山市）出身。本名：千葉 鶴子。

## 経歴・人物
広島市立高等女学校（現・広島市立舟入高等学校）卒業。明眸、豊麗なマル顔全体が大輪咲きの花となって微笑みかけて来るような絢爛たる美貌と、育ちのいいお嬢さん然として品位に加え、幼児から邦楽、洋楽どちらにも親しんだ音楽的素養も深く、殊に箏は宮城道雄について本格的に学び、尺八の吉田晴風と組んでアメリカに演奏旅行（1931年～1932年）をしたこともあるという多彩な経歴の持ち主。
1933年、新映画社の『叫ぶアジア』で純情可憐な中国娘役で映画デビュー。同年設立したばかりのPCL(後の東宝）が自主製作に踏み切る上で、最大の障害が映画に欠かすことができない看板スターの不足で、PCLが目を付けたのが『叫ぶアジア』で録音を手掛けた千葉であった。PCLにスカウトされた千葉は、同社の第1作で日本初のミュージカル映画『ほろよひ人生』に主演。端麗な容姿と美しい歌声で人気を集め、以降、硬軟とりまぜ多くの作品に主演してPCL生え抜きの看板スター第1号、No.1女優となった。1934年松竹から移ってきた新鋭監督・成瀬巳喜男とのコンビで『妻よ薔薇のやうに』、『噂の娘』など、昭和10年のベストテンに選ばれた名作に主演、PCL躍進の主柱になって1937年成瀬と結婚した。邦楽、洋楽ともにこなし、映画中でしばしば歌った。
成瀬との結婚は長く続かず、1940年離婚。また、原節子、高峰秀子など、他社から移籍してきた次代を担うスターの前に、傍役の座に追いやられると1943年、潔く東宝を退社し銀幕を退く。
戦後は進駐軍の幹部相手の高級料亭を渋谷松濤に開店。後に渡米してロサンゼルスで日本料理店のアドバイザーになり、帰国後は高級洋菓子店チェーン「フランセ」の取締役など実業家として活躍した。長男・隆司はテレビプロデューサーになった。
『広島県大百科事典』に同郷の金島桂華の元夫人と書かれている。

## 出演作品

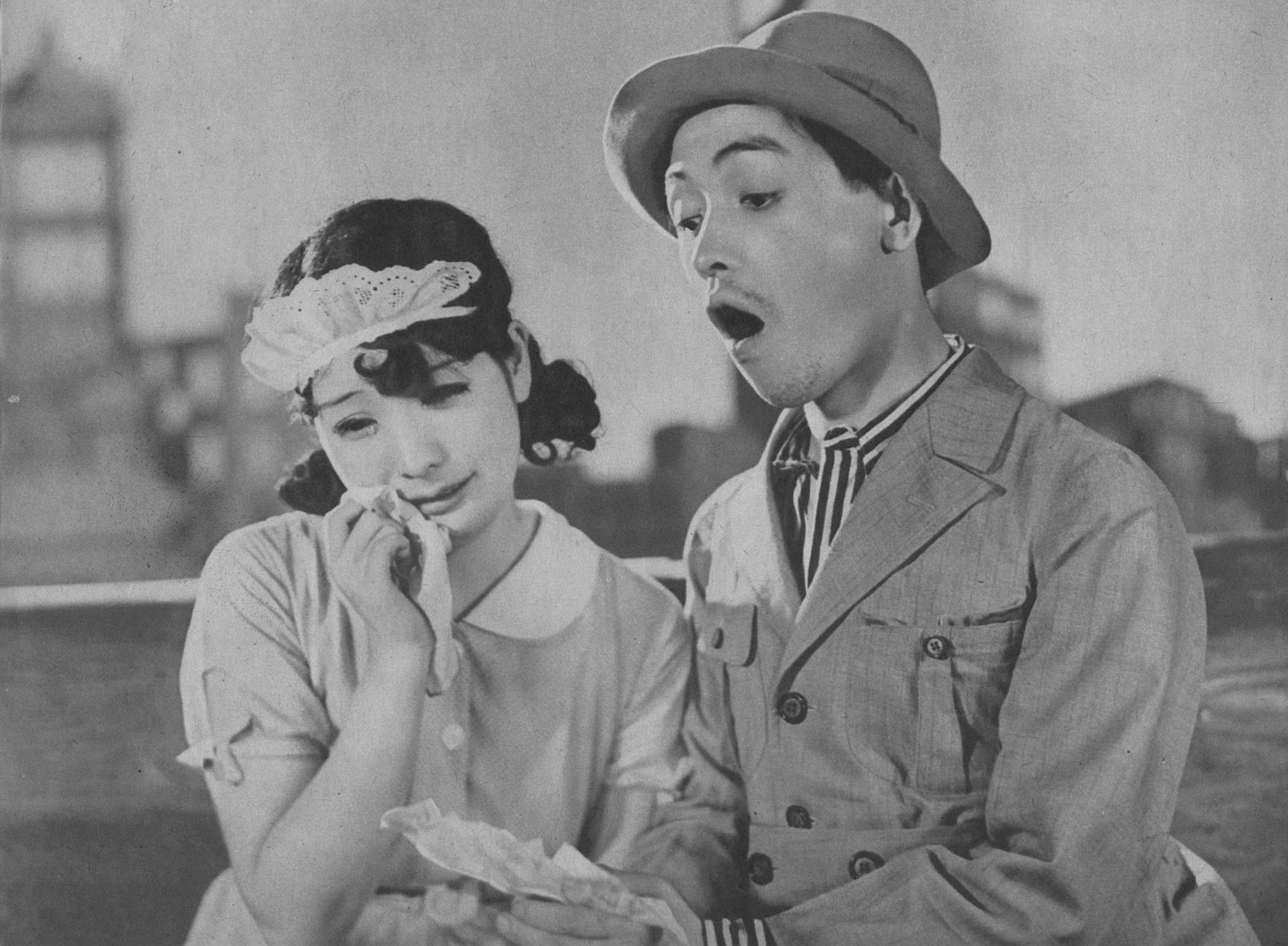
『音楽喜劇 ほろよひ人生』（1933年）。右は藤原釜足。

- ほろよひ人生（1933年） - エミ子 役
- 叫ぶアジア（1933年）
- エノケンの青春酔虎伝（1934年）
- あるぷす大将（1934年）
- 女優と詩人（1935年）
- 妻よ薔薇のやうに（1935年） - 山本君子 役
- 噂の娘（1935年） - 邦江 役
- 吾輩は猫である（1936年）- 令嬢 雪江
- 桃中軒雲右衛門（1936年） - 千鳥 役
- 朝の並木路（1936年） - 千代 役
- 戦国群盗伝（1937年） - 小雪姫 役
- 良人の貞操（1937年）- 邦子・信也の妻
- 忠臣蔵（1939年） - 瑤泉院 役
- 女の教室（1939年） - 轟有為子 役
- 白鷺（1941年）
- 母の地図（1942年）
- 私の鶯（1943年）

## 註
1. 1 2 3  #大百科134頁
2. 1 2 3 4 5 6 7  清水晶『銀幕の顔』、社会保険研究所、1991年 ISBN 4882492113、76-77頁
3. 1 2  日外アソシエーツ現代人物情報
4. 1 2 3 4  『昭和ヒーロー事典 芸能編』、講談社、1989年、p90頁
5. 1 2  #風土記532-533頁
6. ↑  佐藤忠男・吉田智恵男『日本映画女優史』（フィルム・アートシアター）、芳賀書店、1975年、257頁